# Frederick William Faber
Frederick William Faber, född 28 juni 1814, död 26 september 1863, var en engelsk präst, först i Church of England och senare i Romersk-katolska kyrkan. 
Faber var 1842-1845 kyrkoherde i Elton i Cambridgeshire, konverterade 1845 och grundade i Birmingham en kongregation, som kallade sig Wilfridianer efter Fabers antagna namn, Wilfrid (och som senare uppgick i oratorianerna under John Henry Newman). 
Faber var stor vältalare och predikant samt mycket produktiv författare. Hans psalmer, Hymns (1861 och 1871), äger högt värde och hör till de mest utbredda inom engelska kyrkan. Han finns representerad i Den svenska psalmboken 1986 med ett verk (nr 285) av okänt årtal, och i Frälsningsarméns sångbok är han representerad med ytterligare en sång.

## Psalmer
I The Church Hymn book 1872 är han representerad med sex psalmer. 
- Jesus is God, the glorious bands (nr 298) diktad 1862
- My God, how wonderful thou art (nr 195) diktad 1849
- O Jesus, Jesus, dearest Lord (nr 754) diktad 1848
- O paradise! O paradise (nr 1443) diktad 1849
- Oh, come and mourn with me awhile (nr 464) diktad 1849
- Oh, gift of gifts (nr 676) diktad 1848

Till svenska finns översatt:
- Det finns djup i Herrens godhet (Herren Lever 1977 nr 927, Den svenska psalmboken 1986 nr 285). Svensk text av Britt G. Hallqvist 1970 av There's a Wideness in God's Mercy.
- Lyss, lyss, min själ (Frälsningsarméns sångbok 1990 nr. 625)
- Än lever våra fäders tro (Faith of Our Fathers, 1849) (Psalmer och Sånger 1987, nr 483 översatt 1919 och bearbetad 1928)